# Lille Farimagsgade
Lille Farimagsgade er en lille sidegade til Øster Farimagsgade i Indre By (København). Gaden blev navngivet omkring 1886.
Gaden er blind gade, der ligger overfor kvarteret Kartoffelrækkerne mellem Abildgaardsgade og Eckersbergsgade. Det meste af bebyggelsen består af traditionelle etageejendomme fra 1880'erne. For enden af gaden ligger dog en undtagelse i form af en ydmyg treetages bygning i nr. 10, der på et tidspunkt tjente som smedje for Elbæk Brdr., men som nu ombygget til beboelse. Gaden medvirkede som kulisse i den danske tv-serie Krøniken.
I 1884 opførte Kjøbenhavns Forstæders Sporveisselskab en remise tæt på gaden til brug for deres hestesporvognslinie Nørregadelinien. Remisen, der lå i gården bag Stockholmsgade 10, var Københavns mindste med plads til små otte sporvogne og stalde til 15 heste. Kort efter opførslen lejede selskabet Lille Farimagsgade 10, så sporvognene kunne køre fra remisen over denne ejendoms gårdsplads og ud gennem Lille Farimagsgade til Øster Farimagsgade. Fem år senere fik man dog i stedet en direkte udkørsel gennem porten til Øster Farimagsgade 16B. I 1898 indgik remisen sammen med selskabet i De kjøbenhavnske Sporveje, der benyttede den indtil 1903, hvor linjens vogne blev flyttet til remisen i Ahlefeldtsgade. Nørregadelinien, der med tiden blev kendt som "Hønen", blev indstillet som Københavns sidste hestesporvognslinie i 1915.

## Anekdote
En anekdote vil vide, at Farimagsgaderne har deres navn fra engang, hvor kong Christian 4. kom kørende på vejen udenfor voldene og her mødte en sindig bonde, der ikke ville vige for den kongelige ekvipage. Kongen gav da sin kusk ordre til at køre ud i vejkanten, så bonden kunne passere. Kongen skal ved mødet have sagt: "Så far da i mag!", deraf navnet Farimagsgade (far eller rejs mageligt). En mere sandsynlig forklaring er nu nok, at navnet kommer af udtrykket "far i mag", kør langsomt, hvilket kan sigte til, at vejen var i dårlig stand.